# CFHR4
CFHR4‏ (Complement factor H related 4) هوَ بروتين يُشَفر بواسطة جين CFHR4 في الإنسان.